# Xiulin (Hualien)
Xiulin (chinesisch 秀林鄉, Pinyin Xiùlín Xiāng) ist eine Landgemeinde im Landkreis Hualien in der Republik China (Taiwan).

## Lage und Klima
Xiulin ist mit knapp 1642 km² nicht nur die flächenmäßig größte Gemeinde des Landkreises Hualien, sondern auch von ganz Taiwan. Die Gemeinde hat ungefähr die Abmessungen eines Rechtecks mit den Kantenlängen 86 × 30 Kilometer. Das Gemeindegebiet liegt ganz überwiegend im Bereich des Taiwanischen Zentralgebirges. 93 % des Gemeindegebiets bestehen aus Bergland und nur 3 % aus Ebenen. Die restlichen 4 % werden von Gewässern eingenommen. Mehr als 20 Berggipfel Xiulins erreichen eine Höhe über 3000 Meter. Im nördlichen Abschnitt reicht das Gebirge bis direkt an das Meer und bildet dort abschnittsweise eine Felsenkliffküste. Das dort gelegene malerische Qingshui-Kliff ist weit über Taiwan hinaus bekannt und sogar Gegenstand eines internationalen Streits geworden, da auch die Volksrepublik China es offiziell zu ihren Top-Sehenswürdigkeiten zählt.
Aufgrund der gebirgigen Topografie ist die Einwohnerdichte mit etwa 10 pro km² sehr gering (taiwanischer Durchschnitt: über 600 Ew./km²). Xiulin ist durch seine Natursehenswürdigkeiten, vor allem dem Taroko-Nationalpark, ein internationales Touristenziel. Das Klima ist subtropisch, regenreich und vom Monsun geprägt, variiert jedoch mit der Höhe über dem Meeresspiegel. In Gebirgslagen werden auch sehr kühle Temperaturen erreicht.
Richtung Westen grenzt Xiulin nördlich direkt an den Pazifik, und weiter südlich an die Gemeinden Xincheng, Hualien, Ji’an und Shoufeng. Im Süden grenzt Xiulin an die Gemeinde Wanrong, im Westen an Ren’ai im Landkreis Nantou und im Norden an Nan’ao im Landkreis Yilan.

## Geschichte
Die ersten historisch fassbaren Bewohner des Gebietes waren Angehörige der austronesischen Ureinwohner Taiwans. Etwa im 17. und 18. Jahrhundert wanderten Angehörige des Volks der Truku (Taroko) aus dem Gebiet des heutigen Landkreises Nantou Richtung Westen in das heutige Xiulin, wo sie heute die Bevölkerungsmehrheit bilden. Zur Zeit der Zugehörigkeit Taiwans zum Kaiserreich China blieb die unzugängliche Gegend weitgehend sich selbst überlassen. Nach dem chinesisch-japanischen Krieg von 1895 kam Taiwan unter japanische Herrschaft und die japanische Verwaltung unternahm Anstrengungen, die gesamte Insel unter ihre administrative Kontrolle zu bringen. Die Truku leisteten dagegen bewaffneten Widerstand, der nur unter Einsatz erheblicher militärischer Mittel (Truku-Krieg) bis zum Jahr 1914 gebrochen werden konnte. 1945 endete die japanische Herrschaft und Taiwan kam an die Republik China. Das Gebiet wurde als ‚Landgemeinde Shilin‘ (士林鄉) administrativ neu organisiert. Später wurde der Name in ‚Xiulin‘ geändert, da es schon eine andere Gemeinde dieses Namens im Norden Taiwans gab (heute der Stadtbezirk Shilin von Taipeh).
| Gliederung von Xiulin |
| Heping 和平村 Chongde 崇德村 Fushi 富世村 ← Xiulin 秀林村 Jingmei 景美村 Jiamin 佳民村 Shuiyuan 水源村 Tongmen 銅門村 Wenlan 文蘭村 |

## Verwaltungsgliederung
Xiulin ist in 9 Dörfer (村,  Cūn) aufgeteilt: Wenlan (文蘭), Tongmen (銅門), Shuiyuan (水源), Jiamin (佳民), Jingmei (景美), Fushi (富世), Chongde (崇德), Heping (和平,) und Xiulin (秀林).

## Bevölkerung
Nach der offiziellen Statistik gehörten Ende 2017 insgesamt 14.052 Personen (88 %) den indigenen Völkern an. Überwiegend handelte es sich um Truku.

## Verkehr
Südlich der Mündung des Liwu-Flusses (noch in der angrenzenden Gemeinde Xinsheng) zweigt sich die an der Ostküste Taiwans verlaufende Provinzstraße 9 in die Provinzstraßen 9D (9丁) und 8 auf. Erstere verläuft weiter entlang der Küste Richtung Norden und letztere nimmt ihren Weg durch die Taroko-Schlucht Richtung Westen. Parallel zu ersteren verläuft die Nordverbindungslinie (北迴線) der Taiwanischen Eisenbahn, die in Xiulin drei Haltebahnhöfe (Heping, Heren und Chongde) hat.

## Eisenbahnunfall 2021
Am 2. April 2021 ereignete sich in Xiulin auf der Strecke der Nordverbindungslinie einer der schwersten Unfälle in der Eisenbahngeschichte Taiwans, als ein Zug des Taroko-Expresses kurz vor der Einfahrt in einen Tunnel mit einem Fahrzeugkran kollidierte. 49 Personen starben und rund 210 wurden verletzt.

## Wirtschaft
In Xiulin sind mehrere Wasserkraftwerke angesiedelt. Haupterwerbszweige sind die Landwirtschaft, die überwiegend als Subsistenzwirtschaft betrieben wird, und der Tourismus.

## Touristische Ziele
Hauptattraktion ist der Taroko-Nationalpark, der zum größten Teil (74.800 ha) in Xiulin liegt, sich jedoch auch in den benachbarten Landkreis Nantou und den Stadtteil Heping von Taichung erstreckt und im Jahr 2016 etwa 4,5 Millionen Besucher zählte.

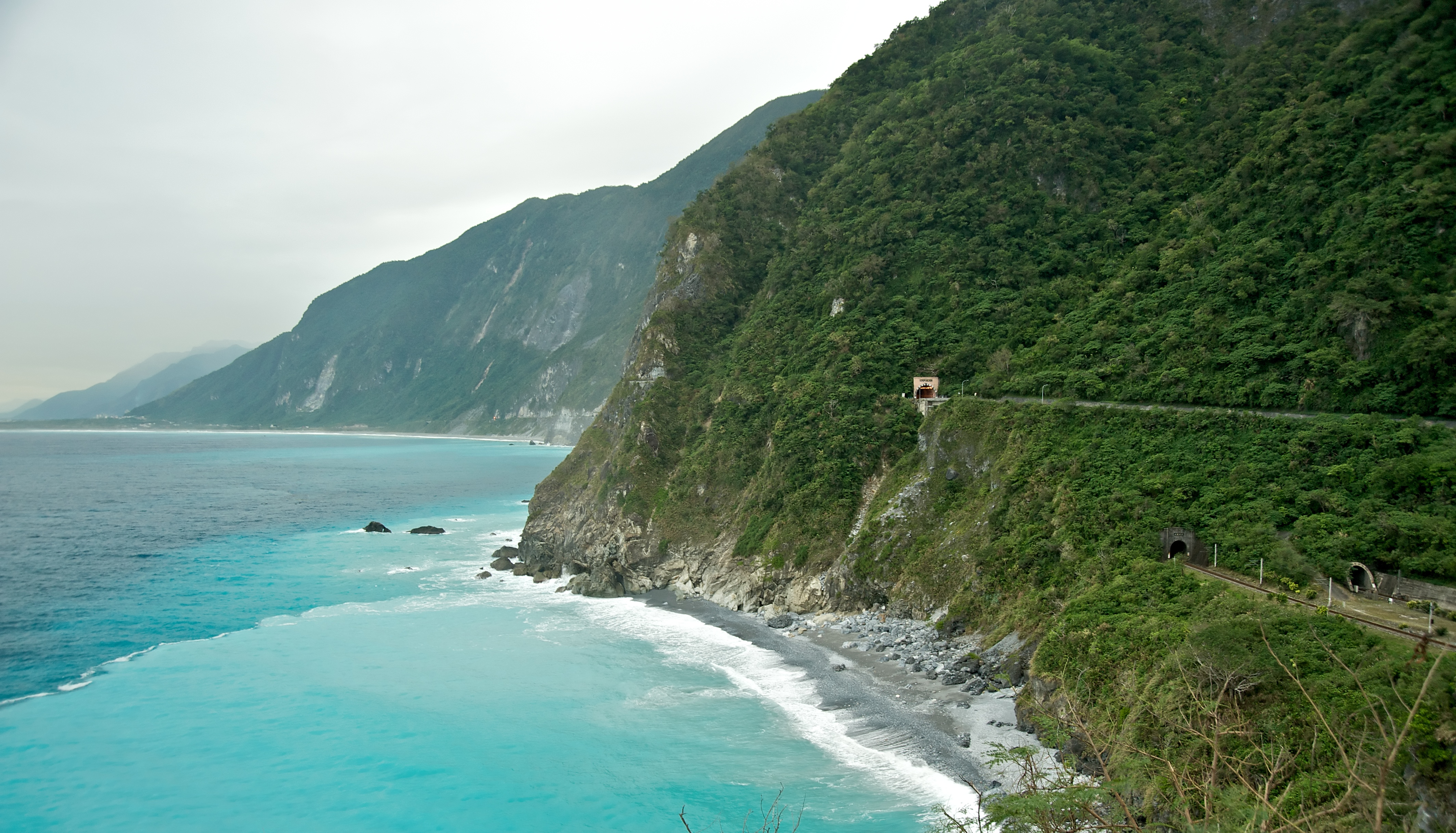
Qingshui-Kliff
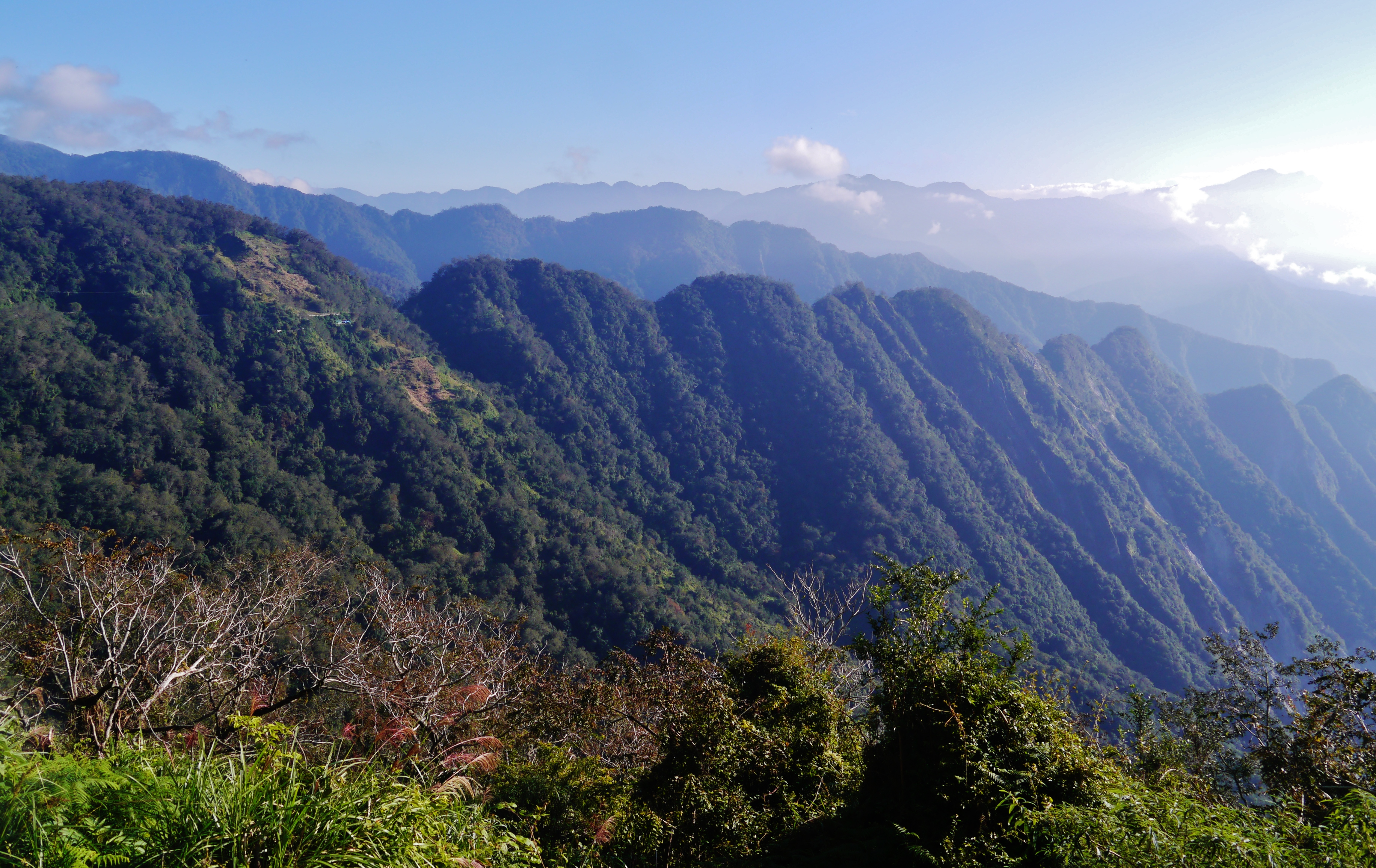
Bergland von Xiulin
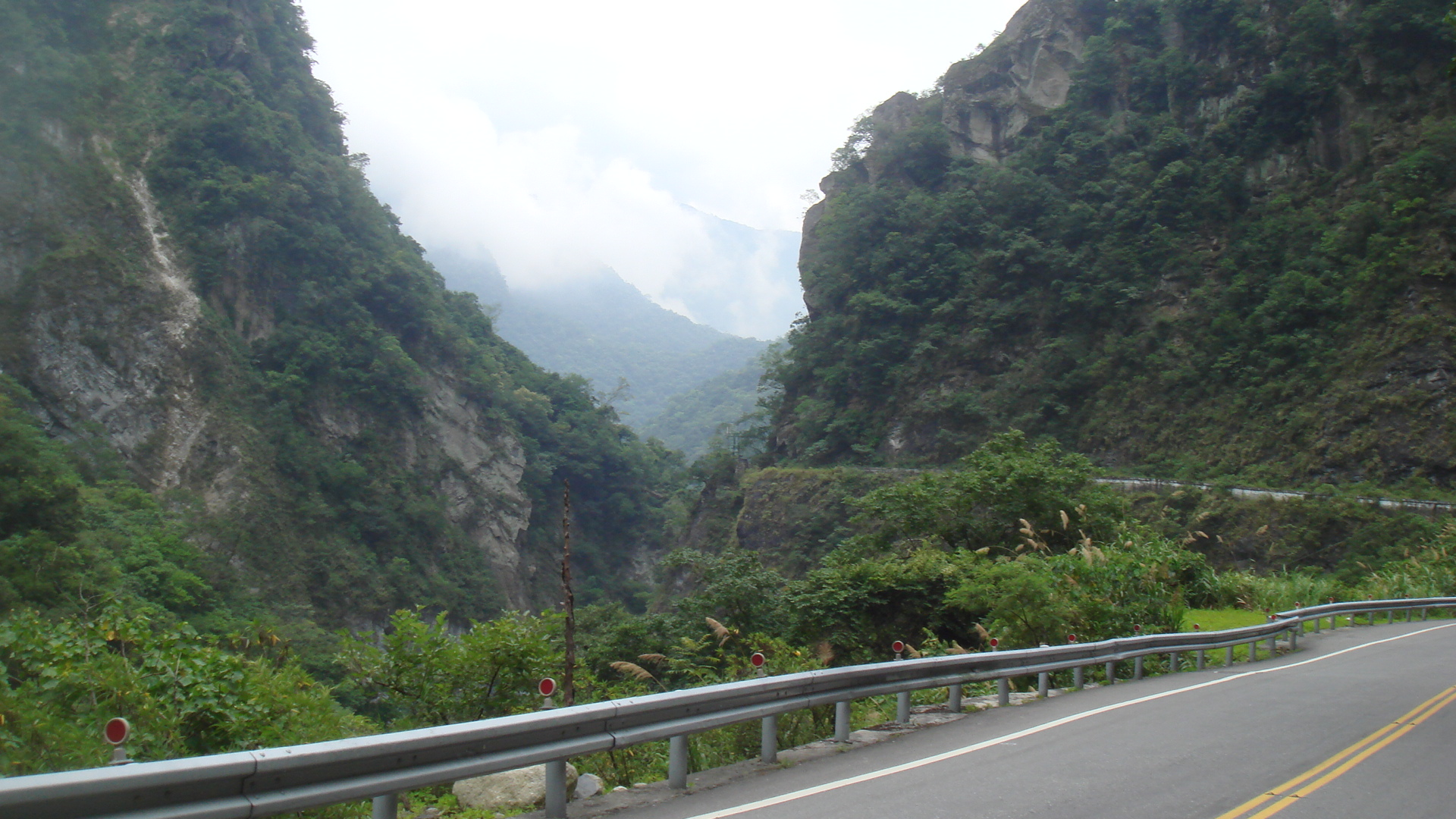
Taroko-Schlucht